# Аляшев, Анатолий Алексеевич
Анатолий Алексеевич Аля́шев (18 декабря 1939 года — 16 мая 2015 года) — советский и российский кинорежиссёр, сценарист,  художник-постановщик и мультипликатор. Работал на Свердловской киностудии.

## Биография
Окончил Свердловское суворовское училище, Свердловский горный институт (1968).
На телевидение попал из-за документальных фильмов. Как художника, его пригласили делать заставки и титры для кино. Одновременно занимался и мультфильмами. Таким образом, в Свердловске появился свой мультипликационный цех. «Я же вроде бы находился на студии телевидения, а был белой вороной. Там же все занимались телевидением: новости, репортажи… А я занимался мультипликацией. На нас смотрели, будто на чудиков каких-то», — говорил Анатолий Аляшев.
Первые мультфильмы Аляшева должны были быть черно-белыми. Снимать в цвете ему весьма долго запрещали. Очень накладно: каждую плёнку приходилось отправлять самолётом в Москву на проявку. Но на цветных мультфильмах режиссёр все-таки настоял. С помощью цветовой красочной гаммы характер героя передать заметно проще. Между прочим, даже отрицательных персонажей Анатолия Аляшева никто не воспринимает как настоящих злодеев. «Ну не люблю я злых… У меня все, даже Морра в „Муми-доле“ — не страшная, а смешная, жалкая…», — так отзывается о своих мультзлодеях Аляшев.
Каждый мультфильм режиссёр снимал не меньше года. К примеру, на создание только одной серии о «Муми-доле» понадобилось 10 профессиональных актёров для озвучивания ролей и целый оркестр. Всего в копилке мультипликатора 16 популярных во всем мире мультфильмов. Например, «Русские потешки» в 1970-х годах показывали в шестидесяти четырёх странах мира.

## Фильмография
как кинорежиссёр:
- «Русские потешки» (1969) — приз и диплом Всесоюзного фестиваля телефильмов.
- «Мартышка и смычки» (1970)
- «Сказка о твёрдом орехе» (1971)
- «Бурёнка из Маслёнкино» (1973)
- «Я встретил вас» (1973). 15 минутная версия
- «Под шорох шин» (1973). 20 минутная версия мультфильма «Я встретил вас».
- «А у тебя есть солнце?» (1974)
- «Легко ли быть храбрым» (1975)
- «Притча о ромашках» (1975)
- «Под одной крышей» (1978)
- Муми-дол (по мотивам повести Туве Янссон «Шляпа волшебника»):
  1. «Всё дело в шляпе» (1980)
  2. «Лето в Муми-доле» (1981)
  3. «В Муми-дол приходит осень» (1983)
- «Над нами не каплет» (1984)
- «За твоим окном» (1986)
- «Ой, куда мы залетели» (1991)

как сценарист:
- «Русские потешки» (1969)
- «Сказка о твёрдом орехе» (1971)
- «Всё дело в шляпе» (1980)
- «Лето в Муми-доле» (1981)
- «В Муми-дол приходит осень» (1983)

как кинооператор:
- «Странная птица» (1997)

## Награды
Анатолий Аляшев награждён призами на фестивалях:
- 1973 «Бурёнка из Маслёнкино» — Приз жюри Всесоюзного фестиваля телефильмов в Ташкенте
- 1980 «Всё дело в шляпе» (цикл «Муми-дол») — Приз жюри Всесоюзного фестиваля телефильмов в Ереване
- 1983 «В Муми-дол приходит осень» (цикл «Муми-дол») — Приз жюри XII Всесоюзного фестиваля телефильмов в Киеве
- 1986 «За твоим окном» — Приз жюри XV Всесоюзного фестиваля телефильмов в Ростове-на Дону